# ピアーン・ディ・スコ
ピアーン・ディ・スコ (伊: Pian di Scò) は、人口6,526人のイタリア共和国トスカーナ州アレッツォ県に存在した基礎自治体（コムーネ）。
2014年1月1日に、カステルフランコ・ディ・ソプラと合併して、カステルフランコ・ピアーンディスコとなった。